# احتجاجات تعديل قانون المواطنة الهندي
احتجاجات قانون تعديل المواطنة الهندي والمعروفة أيضًا باسم مشروع تعديل قانون المواطنة والسجلات الوطنية لاحتجاجات المواطنين هي سلسلة من الاحتجاجات المستمرة في الهند ضد تعديل قانون المواطنة 2019 الذي تم سنه ليصبح قانونًا في 12 ديسمبر 2019، وضد المقترحات الخاصة بسن السجل الوطني للمواطنين.
بدأت الاحتجاجات في 4 ديسمبر 2019 في ولايات آسام، دلهي، ميغالايا، أروناجل برديش، وترايبورا. وفي غضون أيام، انتشرت الاحتجاجات في جميع أنحاء الهند، على الرغم من تباين مخاوف المحتجين. ويستفيد من مشروع التعديل كل من اللاجئين الهندوس والسيخ والجاين والبوذيين والمسيحيين والفارسيين من أفغانستان وباكستان وبنغلاديش الذين نزحوا إلى الهند قبل عام 2015؛ فيما يستثني منه المسلمون وغيرهم من هذه البلدان بالإضافة إلى لاجئي التاميل السريلانكيين في الهند، والروهينغيا في ميانمار واللاجئين البوذيين في التبت.
سيكون السجل المدني للمواطنين المقترح سجلاً رسميًا لجميع المواطنين الشرعيين في الهند، حيث سيُطلب من الأفراد تقديم مجموعة محددة من الوثائق الصادرة قبل الموعد النهائي المحدد لإدراجها في السجل. بينما الذين لم يتأهلو في الحصول على السجل فيمكنهم التمتع بفوائد تعديل قانون المواطنة إذا ادعوا أنهم أقليات دينية هاربة من الاضطهاد من البلدان المدرجة في القائمة. وقد تم إجراء محاولة أولية في ولاية آسام.
ينظر المتظاهرون في جميع أنحاء الهند إلى القانون الجديد باعتباره غير دستوري وتمييزًا ضد المسلمين مطالبين بحذف التعديل وعدم تطبيق السجل المدني الوطني للإصلاح. حيث يخشون أن يصبح المواطنون المسلمون في الهند عديمي الجنسية ويوضعون في معسكرات الاعتقال من قِبل السجل المدني للمواطنين المقترح بالاقتران مع قانون تعديل المواطنة. بالإضافة إلى تأثر جميع المواطنين بالممارسة البيروقراطية للسجل المدني الوطني، حيث سيتعين عليهم إثبات جنسيتهم ليتم تسجيلهم.
عبر المتظاهرون في آسام وغيرها من الولايات الشمالية الشرقية عن رفضهم لمنح الجنسية الهندية لأي لاجئ أو مهاجر بغض النظر عن الدين، حيث يخشون أن يغير التوازن الديموغرافي في المنطقة، مما يؤدي إلى فقدانهم لحقوقهم السياسية والثقافية وكذلك أراضيهم. بالإضافة إلى قلقهم من التحفيزات الناتجة عن تزايد الهجرة من بنغلاديش مما يؤي إلى انتهاك اتفاق أسام، الذي كان بمثابة اتفاق مسبق تم التوصل إليه مع الحكومة المركزية بشأن المهاجرين واللاجئين.
بدأت الاحتجاجات في ولاية آسام في 4 ديسمبر 2019، بعد تقديم مشروع القانون إلى البرلمان. في وقت لاحق، اندلعت الاحتجاجات في شمال شرق الهند ثم امتدت إلى المدن الرئيسية في الهند. في 15 ديسمبر، نُظمت مظاهرات كبرى بالقرب من الجامعة الإسلامية في نيودلهي وفي جامعة أليغاره المسلمة. مع انتشار الاحتجاجات، تم إحراق الممتلكات الخاصة والعامة وتدميرها من قبل الحشود، كما تم تخريب بعض المحطات. دخلت الشرطة بالقوة حرم جاميا، واستخدمت الهراوات والغاز المسيلة للدموع على الطلاب، أسفر ذلك عن إصابة أكثر من 200 طالب واحتجاز أكثر من 100 شخص ليلا في مركز الشرطة. تعرضت أساليب الشرطة العنيفة لانتقادات واسعة قادت الطلاب من جميع أنحاء البلاد لإظهار تضامنهم. حيث رفع المتظاهرون أصواتهم ضد الاستبداد وقمع الشرطة في الجامعات والمظاهرات.
في 27 ديسمبر 2019، أسفرت الاحتجاجات عن الآلاف من الاعتقالات و 27 قتيلا من بينهم قاصران يبلغان من العمر 17 عامًا قتلوا نتيجة إطلاق الشرطة للذخيرة الحية على المتظاهرين في ولاية آسام. في 19 ديسمبر، حظرت الشرطة الاحتجاجات في أجزاء عديدة من الهند. ألقي القبض على الآلاف من المتظاهرين بعد الطعن في الحظر.
حتى الآن، أعلنت ثماني ولايات على الأقل أنها لن تنفذ القانون أو السجل الوطني للمواطنين. بينما رفضت ولاية واحدة واثنان من الأقاليم الاتحادية تطبيق قانون تعديل المواطنة، بينما رفضت ثلاث ولايات أخرى فقط تنفيذ قانون السجل الوطني للمواطنين. ومع ذلك، صرحت وزارة الداخلية أن الولايات لا تتمتع بالسلطة القانونية لوقف تنفيذ قانون تعديل المواطنة.

## معرض صور

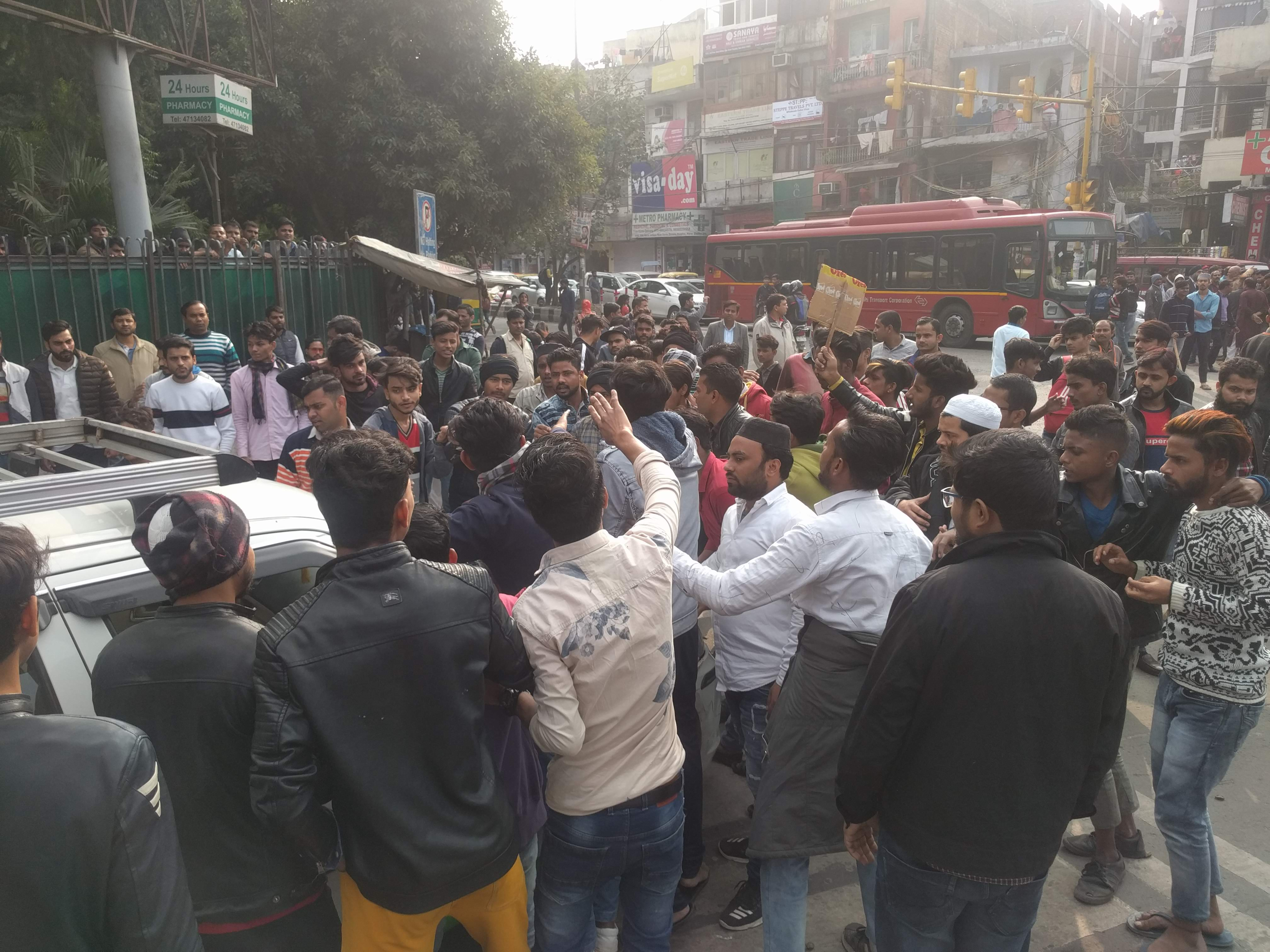
المتظاهرون المناهضون للقانون يوقفون حركة المرور
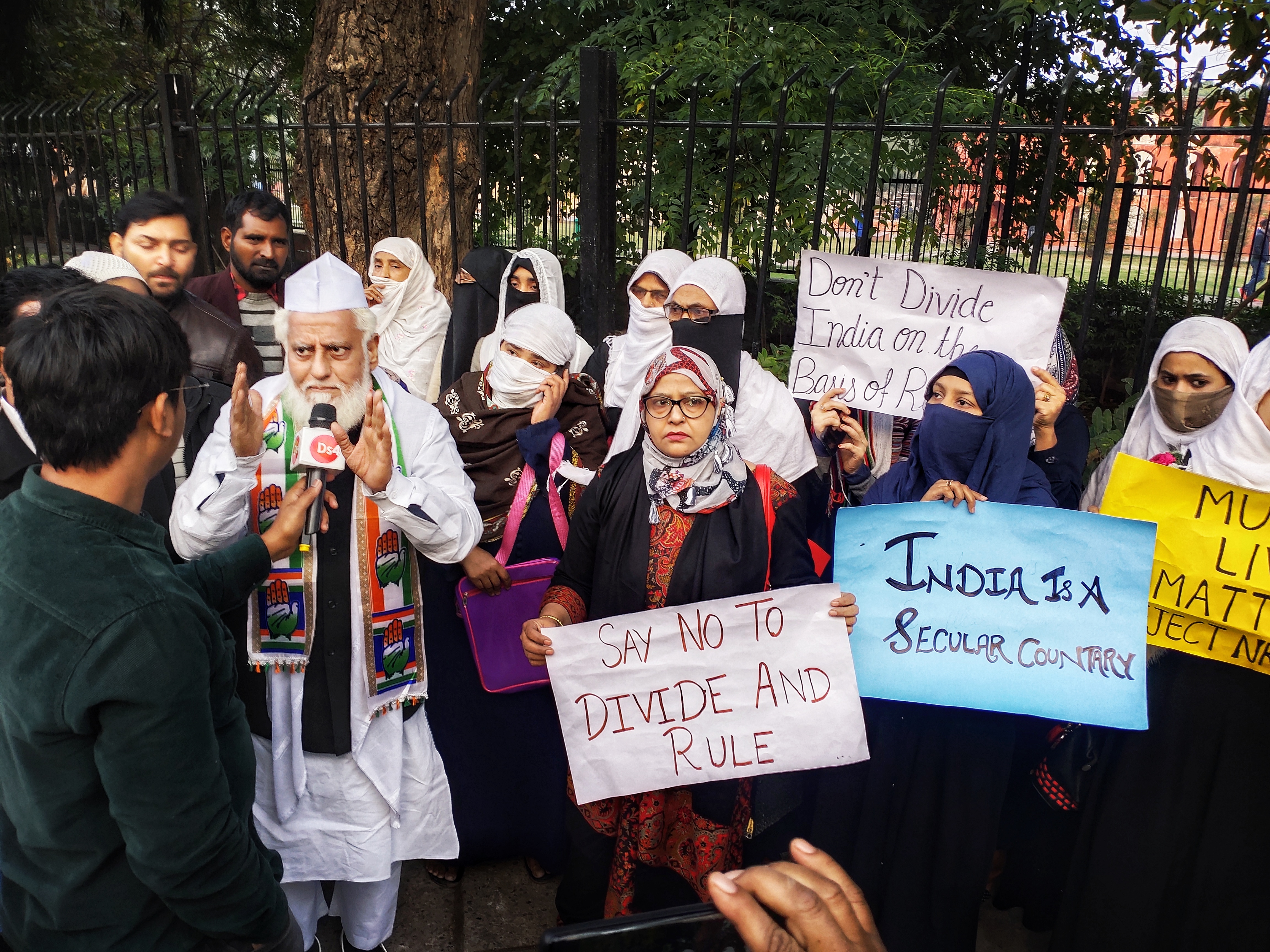
احتجاج السكان المحليين في نيودلهي.
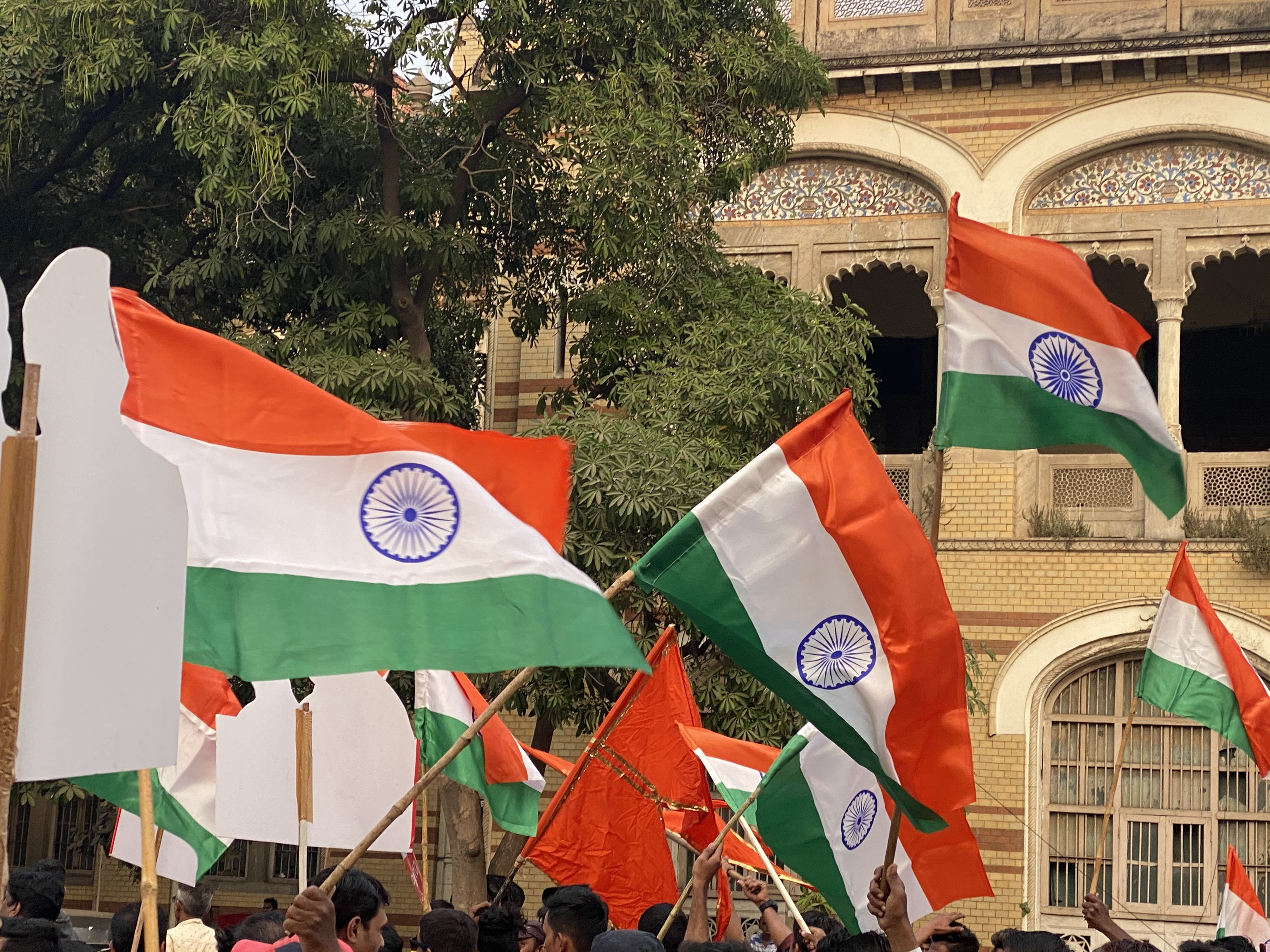
مدينة فادودارا تدعم الاحتجاجات في الهند.